# Limnochromis staneri
Limnochromis staneri là một loài cá thuộc họ Cichlidae. Nó là loài đặc hữu của phần phía nam của hồ Tanganyika.